# Gideå
Gideå ist ein Ort (tätort) in der schwedischen Provinz Västernorrlands län in der Gemeinde Örnsköldsvik.
Der Ort liegt am See Gissjön etwa zwanzig Kilometer nordöstlich vom Hauptort der Gemeinde, Örnsköldsvik, entfernt. Durch den Ort führt der Länsväg 1068. Gideå besitzt ein eigenes Kirchspiel, die Gideå socken.
Zum nahe gelegenen Flughafen Örnsköldsvik sind es etwa fünf Kilometer. Der Bahnhof Husum an der Botniabanan liegt etwa zwölf Kilometer entfernt.